# Pontedera
Pontedera är ett mindre samhälle och kommun 20 km öster om Pisa och 58 km väster om Florens i provinsen Pisa i regionen Toscana i Italien. Pontedera är ligger i närheten av floderna Era och Arno sammanflöde.  Kommunen hade 29 223 invånare (2018) och gränsar till kommunerna  Calcinaia, Capannoli, Cascina, Lari, Montopoli in Val d'Arno, Palaia, Ponsacco och Santa Maria a Monte.
Pontedera är ett av Toscanas industri- och handelscentrum med bland annat Piaggios tillverkning i staden.